# Arboleda kommun
Arboleda är en kommun i Colombia.   Den ligger i departementet Nariño, i den sydvästra delen av landet, 500 km sydväst om huvudstaden Bogotá. Antalet invånare är 7 443. Arean är 63 kvadratkilometer.
Terrängen i Arboleda är huvudsakligen kuperad, men västerut är den bergig.